# ガンダムブラウザウォーズ
『ガンダムブラウザウォーズ』は、アニメ『機動戦士ガンダム』を基にしたパソコン専用の無料オンラインRPG。
2010年12月9日よりYahoo!モバゲーにて配信開始された。

## 概要
プレイヤーは地球連邦軍かジオン公国軍のモビルスーツパイロットとなり、戦友たちと戦場を駆け巡りながらエースパイロットを目指すシミュレーションゲーム。設計図や資金などのシステムも導入されている。

## ゲームシステム

### 任務
「テキサスコロニー」や「ベルファスト基地」など、アニメ本編に登場したさまざまな場所で任務を行う。ソーシャルゲームでの「クエスト」に該当。遂行していくことで経験値・資金が上昇する。達成率が100%になると任務達成となり、ボーナスPが1獲得できる。なお、任務のレベルは星マークで表記され、4まで設定されている。レベル3をクリアすると次のエリアへ移動する。

#### 支援部隊合流機能
任務を遂行中、一定間隔で「支援部隊合流!!」と表示されることがある。支援部隊が合流すると、10分間任務で獲得する資金・経験値が増えたり、任務遂行に必要な任務Pがいつもより少なくなるなどの恩恵を得ることができる。効果量は画面に出ている機体の数によって変化し、最大300%（30%）となる。

#### ボス戦
レベルごとの任務を全て達成すると、敵軍のボスMSが接近してくる。小隊編成画面では戦友を2人選んで一緒に出撃させることができる（戦闘の結果に応じて褒章やペナルティが課されることはない）。ボスはHPが減るにつれて攻撃力が増していき、半分を切ると味方全員に攻撃を仕掛けてくる。エリアによって登場する機体が異なる。

### 戦闘
敵陣営のプレイヤーと戦闘を行う。攻撃をしかける場合は、敵プレイヤーを指定してターゲットにする設計図を選択する、もしくは先にターゲットにする設計図を選択してその設計図を持つ敵プレイヤーを指定する。すると戦闘画面に移行し、攻撃に使うポイントをどれだけ使うのかを指定するのか迫られる。『戦闘開始!!』をクリックすると戦闘結果が表示される。こちらの発揮した攻撃力が相手の防御力を下回っていれば敗北、少しだけ上回っていれば勝利、大幅に上回ってしまうとシャア/アムロ襲来で敗北。その場合、攻撃ポイントが5分に1しか回復しない。勝利すると相手から資金5%と設計図を奪い取り、経験値も増える。敗北の場合は資金5%を奪われる。
逆に敵軍から攻撃を受ける場合もある。こちらの防御力より相手の発揮した攻撃力が下回っていれば勝利、上回っていれば敗北、大幅に上回っていればアムロ/シャア参戦で勝利。勝利すると相手の資金の5%を奪い、敗北の場合は資金の5%と設計図を奪われる。
また、未コンプの設計図にアイテム「ミノフスキー粒子」を設置しておくと、負けて取られそうになった時に作動し、プレイヤーの勝利となる。ミノフスキー粒子を仕掛けておけば無敵であるが、資金にはかけることができない。

## 局地戦
プレイヤーが3機1組の小隊を編成して戦闘に参加する。プレイヤー機を除く2機にはガシャで手に入れたキャラクターカードを使うことで機体に乗せることができる（カードがない場合は自軍の一般兵士が搭乗する）。小隊は第三小隊まであるが、一定の階級に昇格しないと開放されない。出撃する際には「エネルギータンク」を消費しなくてはならない（消費量は機体のランクと同数）。タンクの残量に関しても報酬の拡張ツールを使うことで残量が拡張される。
2010年のサービス開始以来長らく続いてきたが、2012年12月18日の「Ζ―ゼータ始動」を機に廃止された。

## ログインボーナス
1日1回行われるサービスで、ゲーム開始時に大きなコンテナと小さいコンテナのどちらかを選んで決定すると、設計図・資金・アイテムのどれかとブロンズコインが手に入る。

### 新兵ブーストパック
軍に入隊して最初の何日間は、本部からさまざまなアイテムをもらうことができる。その中には機体も含まれる（連邦軍はジム・ライトアーマー、ガンタンク、ガンキャノン量産型。ジオン軍ではプロトタイプドム、プロトタイプグフ、ザクキャノン）。

## ガシャ
局地戦のパイロットとして使用されるキャラクターカードを引き当てる。コインの種類によって出てくるカードのレアリティが変わっていく。

## 機密ディスクor極秘文章回収任務イベント
不定期に実施されるスペシャルイベント。任務遂行時、もしくは戦闘時に入手可能で、一つでも入手した場合は直ちに回収部隊が出動する（進行状況によって到着時間が変わっていく）。規定回収枚数によって、資金やガシャ用コイン、イベント限定の設計図などの報酬を獲得できる。

## 戦友
プレイヤーが所属している軍と同じ軍に所属している他プレイヤーのこと。未完成の設計図を相手にプレゼントしたり、ボス戦で共に戦ったりなどとコミュニケーションも重要。

### 絆ポイント
援護攻撃を行ったり、敬礼したりすることで上昇するポイント。100ポイントで任務ポイントが全回復する。

## 用語
設計図
MSを開発するのに必要なデータが書かれた書類。MSの種類によって完成枚数が異なり、ランク（後述）1は5枚、ランク2は10枚、ランク3とランク4は20枚、ランク5は30枚集めるとコンプリートとなる。
ランク
MSの強さを表す位。ランクは1-6まで設定されており、基本的にランクが高いほど強い。ボールやガトルといったMSではないものがランク1で、ガンダムタイプやゲルググはランク5の傾向にある。
モバコインアイテム
モバゲー内の課金用仮想通貨『モバコイン』で購入できる課金アイテム。